# Põhimaantee 6
De Põhimaantee 6 is een hoofdweg in Estland. De weg loopt van Pärnu naar de stad Valga en de grens met Letland. Daarna loopt de weg verder als A3 naar Riga. 
De Põhimaantee 6 loopt vanaf Pärnu via Saarde, Tõrva en Valga naar de grens met Letland. De weg is 124,8 kilometer lang.